# Lysianopsis concavus
Lysianopsis concavus is een vlokreeftensoort uit de familie van de Lysianassidae. De wetenschappelijke naam van de soort is voor het eerst geldig gepubliceerd in 2007 door Senna.